# 自由青年連盟
自由青年連盟（じゆうせいねんれんめい）は大正時代に長野県に存在した社会主義青年団体。普選運動を積極的に推進した。

## 歴史
大正デモクラシーの影響を受けて、長野県下伊那郡鼎村（現飯田市）の羽生三七と代田茂は、従来、校長や村長・郡長などが独占していた青年団長を一般の青年団員から輩出する「自主化」を志向し、次第に社会問題に目を向けるようになった。大正11年（1922年）3月、早稲田大学文化会の社会問題講習会に参加し、山川均等から社会主義理論を吸収して帰郷し、直ちに近隣町村の青年を集め、同年5月に「下伊那文化会」を結成し、同年9月24日には「新興階級（無産階級）の歴史的使命（社会主義革命）の遂行」「青年会員の思想転換」「資本家と無産者の対立矛盾の最後の帰結を一般会員に知らせる」とする綱領を掲げた大衆組織として「自由青年連盟」を創立した。
同12年（1923年）1月13日には自由青年連盟の幹部18人が「カール記念の日」の準備ために参集し、指導者の荒井邦之助の提議で、社会革命の遂行を期して規約を決定、「下伊那文化会」をLYL（Liberal Younger's League）に改組し、羽生と今村邦夫、山田亮一を執行委員とし、会員は200名に及んだ。同年2月には下伊那郡青年会や南信壮年団、天竜労働団などと共同して、治安維持法の原型となった過激社会運動取締法案反対と、普通選挙の即実現を求める示威運動を行った。同年4月20日から機関誌『第一線』を刊行し、第7号まで発刊したが、すぐに発禁となった。また飯田新聞印刷工組合友誼会を設立し、労働運動の指導に当たり、同年5月のメーデーの後、代田らは京都の全国無産青年大会に出席し、全国的連絡が拡大された。一方、 LYLを脱会した横山憲治、平沢桂二は下伊那郡青年会長の須山賢逸と共に、上田自由大学に触発され、飯田に「信南自由大学（伊那自由大学）」を設立した。

## LYL事件とその後
大正13年（1924年）3月17日には官憲当局により会員19名が治安警察法違反で検挙された。この事件は「長野青年共産党事件」として、日本共産党の検挙の後、地方共産党組織として検挙したと報じられた。また治安維持法の制定推進の根拠として盛んに利用・喧伝された。これをきっかけに特別高等警察が長野県にも設置されることとなった。
10月21には結社の禁止命令を受け、4か月の予審終結で7月に出所。多くの者が上告して法廷闘争に臨んだが、同14年（1925年）に大審院の上告棄却で実刑が確定した6人が服役した。出所後、病気の療養にあたった羽生以外の5名は同15年（1926年）に信州大衆新聞を創刊し、昭和14年（1939年）の強制的新聞統合まで継続した。
残されたメンバーは北原亀二を代表とする政治研究会下伊那支部を結成し、運動を継続た。文書活動と郡青年会共催の講演会に重点を置き、反軍国主義や青年教育自由化などにわたり、製糸女工員、下級軍人、小学校教員、小作人組合にも働きかけた。